# Jan Kalff (stedenbouwkundige)

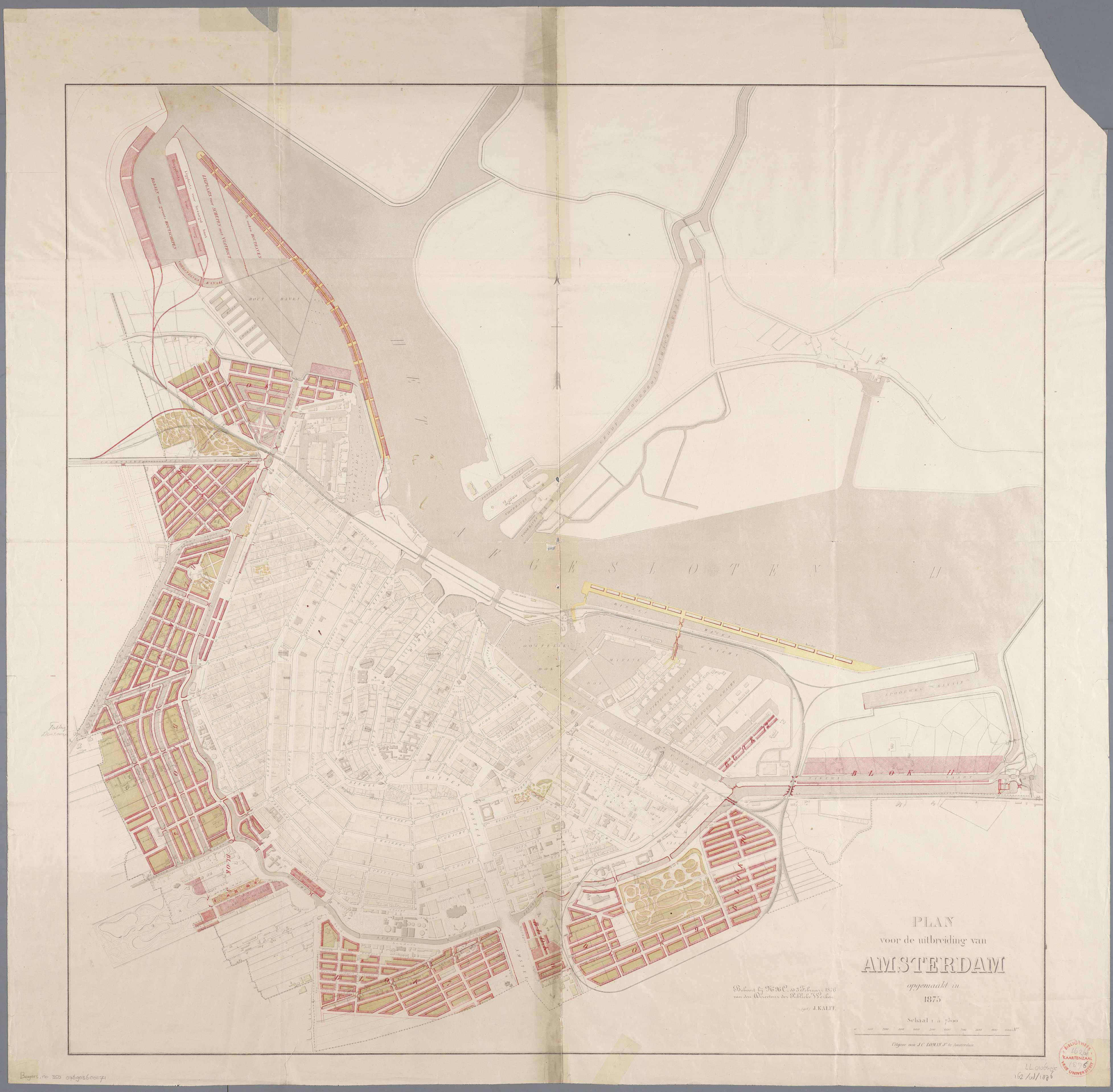
Het uitbreidingsplan van Jan Kalff uit 1875.

Jan Kalff ('s-Gravenhage, 19 september 1831 - Oosterbeek, 17 september 1913) was directeur van de Publieke Werken van Amsterdam van 1873 tot 1881.
Het stedenbouwkundige uitbreidingsplan voor de 19e-eeuwse-gordel uit 1877, gevormd door Zeeheldenbuurt en Oud-West, de Pijp, Oosterparkbuurt en Dapperbuurt, was van zijn hand.
Zijn uitbreidingsplan (Plan Kalff) verving het plan van Van Niftrik uit 1867 dat gekenmerkt werd door een ruime opzet met veel groen. Kalff paste geen, door het saneren van de bestaande bebouwing noodzakelijke, kostbare stervormige stratenpatronen toe, maar lange rechte banen die de bestaande structuren van de oorspronkelijke polder volgden.
Na zijn periode als directeur Publieke Werken werd Kalff chef van de Dienst Weg en Werken bij Staatsspoorwegen.